# Nel respiro del mondo
Nel respiro del mondo è l'undicesimo album in studio del gruppo musicale italiano Tiromancino, pubblicato l'8 aprile 2016.

## Tracce
1. Piccoli miracoli – 3:30
2. Tra di noi – 3:08
3. Molo 4 – 4:35
4. Imprevedibile – 3:33
5. L'ultimo treno della notte – 3:08
6. Come musica per sempre – 3:22
7. Mare aperto – 4:43
8. Il linguaggio segreto dei pesci – 4:00
9. Onda che vai – 3:21
10. Non dipende da noi – 3:31

## Formazione
- Federico Zampaglione – voce, chitarra
- Antonio Marcucci – chitarra
- Francesco Stoia – basso
- Fabio Verdini – tastiera
- Marco Pisanelli – batteria

## Classifiche
| Classifica (2016) | Posizione massima |
| ----------------- | ----------------- |
| Italia            | 10                |